# Dick Garrett
Eldo "Dick" Garrett (ur. 31 stycznia 1947 w Centralia) – amerykański koszykarz, występujący na pozycji rozgrywającego.
Jego syn Diante Garrett występował w barwach Phoenix Suns oraz Utah Jazz.

## Osiągnięcia
NCAA
- Mistrz turnieju NIT (1967)[2]
- Zaliczony do:
  - składu All-American Honorable Mention (1969)[3]
  - Galerii Sław Illinois Basketball Coaches Association (1973)[3]

NBA
- 2-krotny Finalista NBA (1970, 1974)[4]
- Wybrany do I składu debiutantów NBA (1970)[5]